# Dalmau de Creixell
Dalmau de Creixell (Empordà, segle xii - 1219) fou un militar català.
Probablement fill de Pere Creixell i nebot del bisbe de Girona Arnau de Creixell. Va participar en diverses campanyes a les ordres d'Alfons el Cast, i durant el regnat de Pere el Catòlic, sent el seu millor estrateg va distribuir les forces cristianes i dirigir la cavalleria en la batalla de Las Navas de Tolosa i poc després va participar en la presa d'Úbeda, i més tard va lluitar contra els croats de Simó de Montfort durant la croada albigesa.
La ciutat de Barcelona li té dedicat un carrer al barri de la Font d'en Fargues, al disctricte d'Horta-Guinardó.